# Шернкранц
Шернкранц (устар. Стиернкранц; швед. Stierncrantz) — дворянский род.
Грамотой шведской королевы Ульрики Элеоноры, от 30 декабря 1719 / 10 января 1720 года, полковник, губернатор Ниландский и Тавастгусский Пётр Шернкранц возведен, с нисходящим его потомством, в баронское достоинство королевства Шведского.
Род потомков его: поручика Петра-Фридриха и Рейнгольда-Вильгельма баронов Шернкранц внесен, 26 января / 6 февраля 1818 года, в матрикул Рыцарского Дома Великого Княжества Финляндского, в число родов баронских, под № 8.

## Описание герба
по Долгорукову
Щит разделен на 4 части. В 1-й части, в золотом поле, вправо обращенный лев держит в правой лапе поднятый меч. Во 2-й и в 3-й частях, в голубом поле, две серебряных горизонтальных волнистых полосы и четыре серебряных шара, один над верхней полосой, один под нижней полосой и два между полосами. В 4-й части, красная башня в серебряном поле. Посреди герба голубой щиток, в коем венок, составленный из восьми пятиугольных золотых звезд.
На гербе баронская корона и по бокам её два шлема с баронскими же коронами. Из правого шлема выходят две руки в латах, держащие венок из восьми пятиугольных золотых звезд; из левого шлема выходит вправо обращенный лев с поднятым хвостом; держит в правой лапе обрубленный пень с корнями и с двумя зелеными листьями, а в левой лапе голубой шар. Намет справа золотой, подложенный голубым; слева серебряный, подложенный красным. Щит держат: справа лев, слева тигр.